# 14267 Зук
14267 Зук (14267 Zook) — астероїд головного поясу, відкритий 6 січня 2000 року.
Тіссеранів параметр щодо Юпітера — 3,522.